# Patricia Vizitiu
Patricia Vizitiu(ur. 15 października 1988 w Petroszanach) – rumuńska piłkarka ręczna, reprezentantka kraju, rozgrywająca. Obecnie występuje w lidze rumuńskiej, w drużynie C.S. Oltchim RM Valcea.

## Sukcesy

### klubowe
Mistrzostwo Rumunii:
- (2010, 2011, 2012)
- (2007, 2008, 2009)

Puchar Rumunii:
- (2011)

Puchar Challenge:
- (2007)

Puchar Zdobywców Pucharów:
- (2008)

Liga Mistrzyń:
- (2010[1])